# William W. Boyington
William Warren Boyington (22 de julio de 1818-16 de octubre de 1898) fue un arquitecto que diseñó varias estructuras notables en Chicago, en el estado de Illinois (Estados Unidos). También fue alcalde de Highland Park.

## Historia
Originario de Massachusetts, W. W. Boyington estudió ingeniería y arquitectura en el Estado de Nueva York. Después de esto, ejerció allí y sirvió en la Legislatura del Estado de Nueva York antes de decidir establecerse y trabajar en la emergente metrópolis de Chicago, Illinois, en 1853. Muchos de sus edificios fueron construidos antes del Gran Incendio de Chicago de 1871 y destruidos por él; sin embargo, la Torre del Agua de Chicago y la estación de bombeo de 1869 sobrevivieron y se han convertido en puntos de referencia muy apreciados.
Otros edificios acreditados a W. W. Boyington incluyen: La primera estación de LaSalle Street, 1867-1871 (por un costo de 225 000 dólares); Segunda Iglesia Presbiteriana, 1888 (desde 1987 el Edificio Cornerstone) en Peoria Illinois (por un costo de 50 000 dólares);  El nuevo edificio del capitolio estatal en Springfield, Illinois ; la primera Universidad de Chicago ubicada en 34th Street y Cottage Grove Avenue (1859, 1863, 1865; todas demolidas); la primera Casa Sherman ubicada en las calles Clark y Randolph 1859 (demolida en 1910); residencia de Washington y Jane Smith, 1870 (por un costo de 75 000 dólares), demolida; la puerta de entrada del cementerio de Rosehill ; la antigua Segunda Iglesia Bautista de Chicago (ahora el Instituto Aiken); el Salón de la Convención Demócrata de 1864; el antiguo edificio de la Junta de Comercio de Chicago en Head of LaSalle Street, 1885 (demolido en 1928 para la construcción del actual Holabird and Root Building ); y los hoteles Windsor de Montreal, Canadá y Denver, Colorado; Terrace Hill Homestead (mansión del gobernador de Iowa); la Mansión Hegeler Carus de LaSalle; Heaney's Block en Rochester, 1866 (destruido por un incendio en 1917); el edificio del Banco Milikin (demolido) en Decatur; el Edificio del Estado de Illinois para la Exposición Colombina Mundial de Chicago de 1893 (demolido al final de la feria); la Transfer House, 1896 en Decatur; y la prisión de Joliet. Su Grand Pacific Hotel, 1871, fue destruido por el Gran Incendio de Chicago cuando se estaba terminando, pero fue reconstruido de acuerdo con los planos originales en 1873.
Boyington murió el 16 de octubre de 1898 en Highland Park, adonde se había mudado en 1874 después de haber perdido dos residencias en Chicago por incendios en rápida sucesión (la primera como consecuencia del Gran Incendio de Chicago). Mientras estuvo en Highland Park, sirvió dos mandatos consecutivos como alcalde. Está enterrado en el cementerio de Rosehill en el lado norte de Chicago.

## Galería

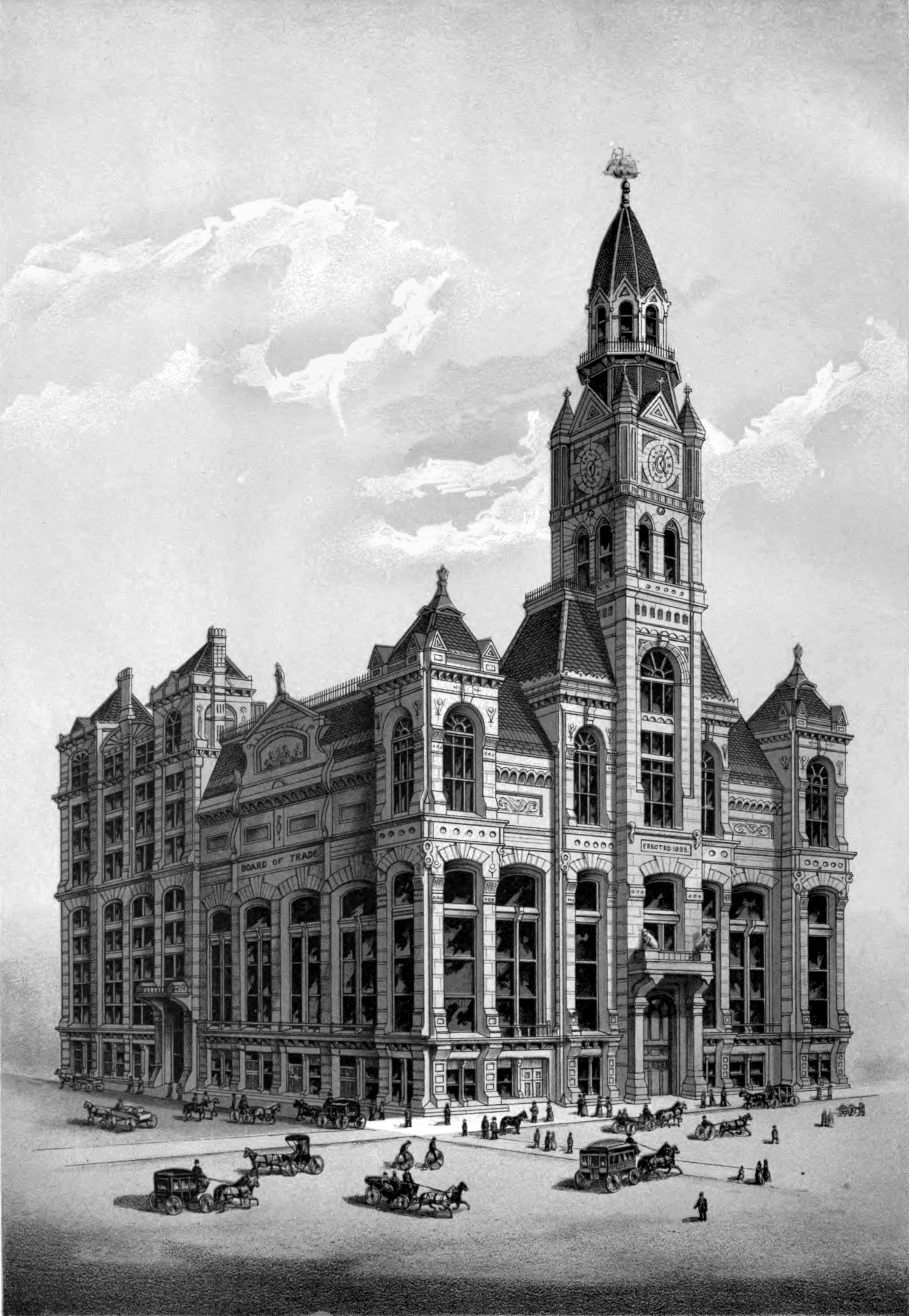
Chicago Board of Trade Building, (1885- c. 1925 )
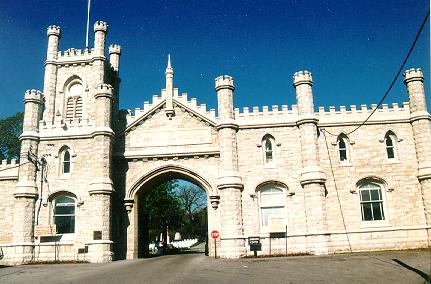
Entrada de piedra caliza de Boyington del cementerio de Rosehill
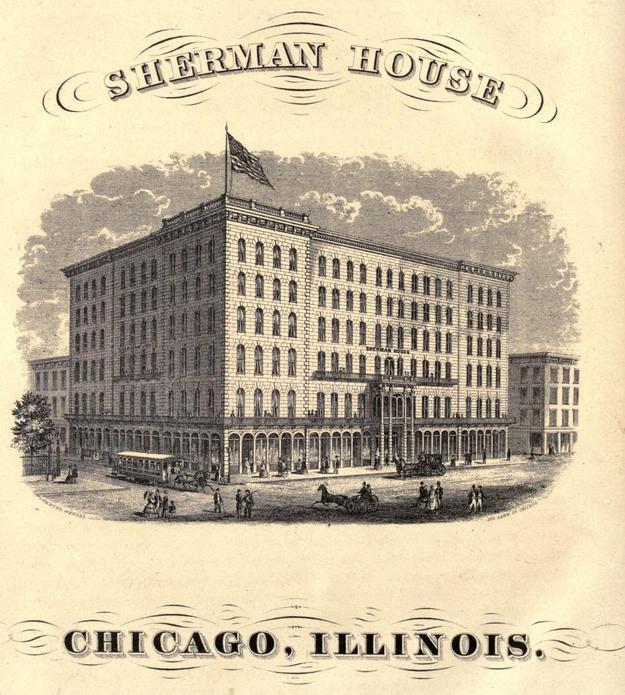
El hotel Sherman House en Chicago